# Frank M. Bischoff
Frank Michael Bischoff (* 25. Juni 1959 in Altenkirchen), kurz Frank M. Bischoff, ist ein deutscher Archivar und Historiker. Er ist seit 2013 Präsident des Landesarchivs Nordrhein-Westfalen.

## Leben und Wirken
Bischoff studierte Geschichte, Pädagogik und Evangelische Theologie in Mainz und Marburg. Nach der Promotion an der Universität Marburg war er von 1993 bis 1994 am Deutschen Historischen Institut Rom tätig. Anschließend absolvierte er als Referendar des Landes Nordrhein-Westfalen von 1994 bis 1996 den archivarischen Vorbereitungsdienst an der Archivschule Marburg. Nach bestandener Prüfung begann er 1996 seine archivarische Laufbahn am Staatsarchiv Münster. 2003 wurde er Leiter der Archivschule Marburg. Sechs Jahre später, am 1. Juli 2009, wechselte er nach Düsseldorf zum Landesarchiv Nordrhein-Westfalen Abteilung Rheinland, um dort die Leitung zu übernehmen. Am 24. September 2013 wurde Bischoff in Düsseldorf zum Präsidenten des Landesarchivs Nordrhein-Westfalen ernannt. Mit dem Umzug des Landesarchivs nach Duisburg wurde auch sein Dienstsitz dorthin verlegt.
Frank M. Bischoff ist seit 2015 Vorsitzender der Gesellschaft für Rheinische Geschichtskunde. Seit 2003 ist er Mitglied der Historischen Kommission für Hessen und seit April 2018 korrespondierendes Mitglied der Historischen Kommission für Westfalen.

## Schriften (Auswahl)
- Urkundenformate im Mittelalter. Größe, Format und Proportionen von Papsturkunden in Zeiten expandierender Schriftlichkeit (11.–13. Jahrhundert). Institut für Historische Hilfswissenschaften, Marburg 1996.